# 3D/Biela
3D/Biela je periodická kometa.
Byla objevena 8. března 1772, když Francouz Montaigne našel dalekohledem kometu, která byla pod hranicí viditelnosti pouhým okem. Podruhé si komety všiml Jean-Louis Pons 10. listopadu 1805. V době objevu měla jasnost kolem 4. magnitudy. Během následujících dnů i nadále zjasňovala a bylo možné vidět její komu. Největší přiblížení k Zemi (0,036 AU) nastalo 9. prosince téhož roku. Toto datum je považováno za den objevu. Jako třetí si komety všiml 27. února 1826 Wilhelm von Biela při pozorování v Josefově, v době kdy měla 9. magnitudu. Pozoroval ji však 72 dnů, během kterých získal dostatek dat, aby mohl potvrdit její periodickou dráhu, která byla 6 let. Další pozorování komety proběhla 24. září 1832, kdy kometu spatřil William Herschel, pak 4. ledna 1833 ji spatřil Thomas Henderson. O šest let později nebyla kometa zpozorována, ale 26. prosince 1845 ji znovuobjevil Ital de Vico. Kometa však byla jasnější, než se předpokládalo. Nakonec se v lednu 1846 zjistilo, že se rozpadla na dvě samostatná jádra. Slabší jádro zmizelo v dubnu a jasnější v květnu téhož roku.
Ital Secchi kometu našel 26. srpna 1852 a pozoroval ji měsíc, než se díky malé jasnosti stala neviditelnou i pro dalekohledy. 29. září 1852 proběhlo poslední spatření komety Biela. Při dalším očekávaném návratu v roce 1858 byly nepříznivé podmínky pro její pozorování, ale v roce 1866 se kometu pokoušelo najít mnoho astronomů. Pátrání bylo neúspěšné, a proto se mnoho astronomů domnívá, že kometa již neexistuje. Při dalším očekávaném návratu v listopadu roku 1872 byl zpozorován silný meteorický déšť s frekvencí 3000 meteorů za hodinu. Intenzivní roje byly zaznamenány i v dalších letech návratu - 1885 (15000 meteorů za hodinu), 1892 (6000 meteorů) a 1899 (150 meteorů). Výpočty odhalily, že je tento déšť meteorů v souladu s dráhou komety Biela. V dalších letech návratu již roje nebyly pozorovány.